# Nam tinh Hòn Bà
Nam tinh Hòn Bà (danh pháp hai phần: Arisaema honbaense) là một loài ráy được nhóm chuyên gia nghiên cứu của Viện Sinh Thái học Miền Nam (SIE), trực thuộc Viện Hàn lâm Khoa học và Công nghệ Việt Nam phát hiện năm 2012 và công bố trên tạp chí Folia malaysiana Vol 14 (1), 2013.

## Phát hiện và đặt tên
Nhóm chuyên gia trong quá trình nghiên cứu sinh học tại khu vực Khu bảo tồn thiên nhiên Hòn Bà thuộc tỉnh Khánh Hòa vào tháng 5 năm 2012 đã phát hiện thấy 2 cá thể đực thuộc một loài mới trong chi Arisaema, họ Ráy Araceae, bộ Trạch tả Alismatales. Kết quả nghiên cứu, phân tích phân loại sau đó được đăng trên tạp chí Folia malaysiana số 14, 7 tháng 4 năm 2013. Tháng 6 năm 2013, thạc sĩ Nguyễn Lê Xuân Bách, phó phòng thực vật của Viện Sinh thái học Miền Nam lại thu được mẫu bông cái tại trạm Giang Ly thuộc Vườn quốc gia Bidoup Núi Bà, tỉnh Lâm Đồng. Tên loài được đặt theo tên vùng nơi phát hiện ra mẫu vật đầu tiên.

## Mô tả
Nam tinh Hòn Bà là địa thực vật có củ với đường kính khoảng 2cm. Cây thân thảo, rụng lá theo mùa, gồm 1-2 lá. Thân giả cao 15–22 cm, lá xẻ 3 thùy và có màu xanh đậm. Cũng giống với nhiều loại nam tinh khác, hoa của loài này có dạng bông mo hình vòm cuốn lại thành ống ở gốc.

## Phân bổ
Đến tháng 10 năm 2013, loài này mới chỉ phân bổ ở 2 tỉnh Khánh Hòa thuộc Nam Trung Bộ Việt Nam và Lâm Đồng thuộc Tây Nguyên, trên đất mùn đen ẩm, tơi xốp, trên đá mẹ granite, dưới tán kín ẩm thấp trong rừng nguyên sinh kín thường xanh nhiệt đới núi trung bình, phân bố ở độ cao 1.500m so với mực nước biển. Cùng với Nam tinh hình chùy Arisaema claviforme và Arisaema siamicum, Nam tinh Hòn Bà đã nâng tống số loài Nam tinh tại Việt Nam lên 20 loài/phụ loài.